# Pentila fidonioides
Pentila fidonioides är en fjärilsart som beskrevs av Schultze och Aurivillius 1910/11. Pentila fidonioides ingår i släktet Pentila och familjen juvelvingar. Inga underarter finns listade i Catalogue of Life.